# Bataille du cap Mycale
Sauf précision contraire, les dates de cet article sont sous-entendues « avant l'ère commune » (AEC), c'est-à-dire « avant Jésus-Christ ».
Guerres médiques
Batailles
- Ladé
- Marathon
- Thermopyles
- Artémision
- Salamine
- Platées
- Mycale
- Eurymédon

Position du cap Mycale à l'extrémité du mont Mycale.

La bataille du cap Mycale est l'une des dernières confrontations entre Grecs coalisés et Perses de la deuxième guerre médique. Elle eut lieu en 479 avant notre ère et tient son nom du cap au large duquel l'affrontement débuta, et qui se situe en face de l'île de Samos.

## Prélude
La flotte alliée grecque, sous le commandement de Léotychidas II de Sparte et de Xanthippe d'Athènes, s'était rassemblée à Délos et fut approchée par une délégation venue de Samos qui suggéra l'idée que les cités grecques d'Ionie se révolteraient si la flotte alliée triomphait de la flotte perse. Cette délégation mit également en avant le moral déclinant et le mauvais état de la flotte perse, et Léotychidas décida de tenter une attaque et mit à la voile vers Samos.
Quand les Perses apprirent que la flotte grecque approchait, ils quittèrent Samos pour regagner le continent. D'après Hérodote, c'était parce qu'ils pensaient qu'ils ne pouvaient pas vaincre les Grecs dans une bataille navale. Ils échouèrent leurs navires au cap Mycale, où Xerxès Ier avait laissé une armée, sous le commandement du général Tigranes, afin de protéger l'Ionie. Les Perses construisirent une palissade autour de leurs navires et se préparèrent à défendre leur campement fortifié.
En voyant que la flotte perse avait quitté Samos, les Grecs, après une période d'incertitude, se résolurent à la poursuivre et, en arrivant au cap Mycale et voyant que les Perses ne leur livreraient pas bataille sur mer, échouèrent également leurs navires et se préparèrent à assaillir le campement ennemi. Voyant que les Grecs s'étaient décidés pour une bataille terrestre et qu'ils étaient inférieurs en nombre, les Perses quittèrent la sécurité de leur camp pour combattre en terrain ouvert.

## Les forces en présence

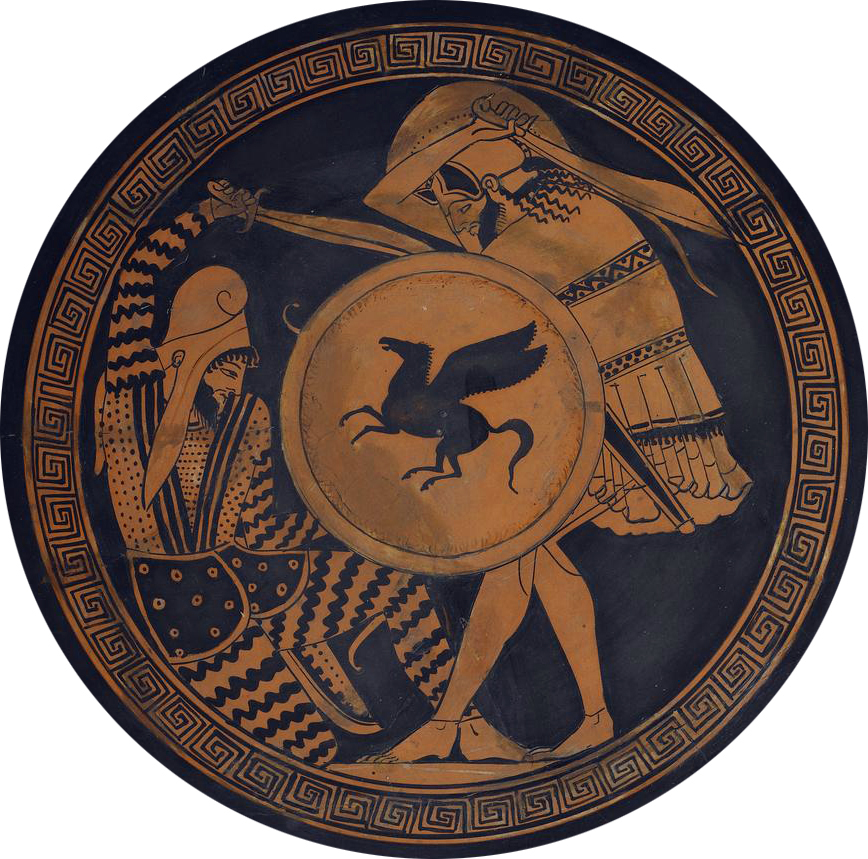
Combat entre un guerrier perse et un hoplite grec.

C'est principalement par Hérodote (Histoire, IX, 99 - 106) que cette bataille nous est connue. Comme pour les guerres médiques en général, elle oppose un contingent grec constitué d'hommes de différentes cités coalisées, telles qu'Athènes, Sparte, Trézène ou encore Sicyone, à des divisions de l'armée perse, soutenues par les Samiens de l'île de Samos et les Milésiens, les habitants de Milet. Ces dernières cités ne constituent d'ailleurs pour l'empire Perse que des alliés ponctuels, se situant à la marge de l'empire et, de plus, leur soutien n'est pas volontaire mais forcé du fait de leur soumission à l'empire Perse. Si, du côté grec, on parle de coalition, il est courant de parler d'alliance "de circonstance" pour les Perses.

## Le déroulement de la bataille

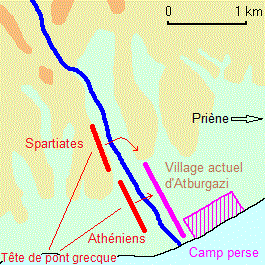
Schéma représentant la bataille

Les Grecs semblent s'être formés en deux ailes : sur la droite se tenaient les troupes d'Athènes, de Corinthe, de Sicyone et de Trézène, alors que les Spartiates et les autres contingents se trouvaient sur la gauche. L'aile droite avança sur un terrain plat droit sur le camp perse, alors que l'aile gauche tentait de déborder les Perses en passant par un terrain plus accidenté. L'aile droite engagea le combat avec les Perses pendant que l'aile gauche était encore en train d'approcher. Hérodote rapporte que les Perses se battirent bien au début mais que les Athéniens et leurs alliés souhaitaient remporter la victoire avant l'arrivée des Spartiates et attaquèrent avec encore plus de zèle.
Bien que les Perses tinssent leurs positions pendant un temps, ils finirent par rompre et fuirent vers leur camp. Les Grecs les poursuivirent et engagèrent le combat avec les Perses qui s'étaient regroupés dans le camp, tandis qu'une partie de l'armée perse fuyait déjà le champ de bataille. Finalement, l'aile gauche arriva et attaqua les Perses par le côté, les mettant en déroute.
Hérodote ne quantifie pas les pertes mais précise qu'elles furent lourdes des deux côtés. Du côté grec, le contingent de Sicyone semble avoir particulièrement souffert, alors que du côté perse l'amiral Mardontes et le général Tigranes furent tous deux tués. Les troupes perses ayant réussi à s'échapper fuirent en direction de Sardes. Diodore de Sicile prétend que les pertes subies par les Perses s'élevèrent à 40 000 hommes.

## Les conséquences de la bataille
Le campement perse fut mis à sac et leurs navires détruits. Les Grecs retournèrent à Samos où ils discutèrent de leurs prochains mouvements. Léotychidas proposa de faire évacuer les cités grecques d'Ionie et d'emmener leurs habitants en Grèce car il serait difficile de défendre l'Ionie contre d'autres attaques perses. Toutefois, Xanthippe s'opposa fermement à ce projet et les Grecs d'Ionie rejoignirent plus tard les Athéniens dans la ligue de Délos contre la Perse. 
Avec les victoires de Mycale et de Platées, la seconde invasion perse de la Grèce prit fin. En outre, la menace d'une invasion future fut réduite et, bien que les Grecs demeurèrent inquiets à l'idée que Xerxès veuille encore essayer, il devint avec le temps évident que les ambitions perses sur la Grèce s'étaient éteintes. La flotte spartiate regagna le Péloponnèse mais les Athéniens restèrent pour attaquer la Chersonèse, toujours tenue par les Perses. Ils arrivèrent devant Sestos, qui était la plus grande ville de la région, et s'en emparèrent après un siège prolongé de plusieurs mois, marquant ainsi le début de la contre-attaque grecque. Hérodote termine ses Histoires après le siège de Sestos. Durant les trente années suivantes, les Grecs, et principalement la ligue de Délos, expulsèrent les Perses de Macédoine, de Thrace, des îles de la mer Égée et d'Ionie. La paix de Callias fut finalement signée en -449, mettant fin à un demi-siècle de guerre.